# Tetranchyroderma sardum
Tetranchyroderma sardum is een buikharige uit de familie Thaumastodermatidae. Het dier komt uit het geslacht Tetranchyroderma. Tetranchyroderma sardum werd in 1988 voor het eerst wetenschappelijk beschreven door Todaro, Balsamo & Tongiorgi. 